# Преварський Анатолій Петрович
Преварський Анатолій Петрович (25 квітня 1924, Клевань, Рівненської області — 23 вересня 1997, Львів) — хімік-неорганік.

## Життєпис
Кандидат хімічних наук (Дослідження потрійних систем мідь–алюміній–перехідний метал четвертого періоду, 1973), старший науковий співробітник (1973). Закінчив гімназію у місті Рівне (1943), хімічний факультет Львівського університету (1950), аспірантуру (1970). У 1943—1944 вивезений на примусові роботи до Німеччини; 1950—1952 — інженер з хімічного очищення води на Воронезькому шинному заводі; 1952—1967 — начальник хімічного цеху, начальник виробничо-технічного відділу Олександрійської електро-централі; 1967—1969 — старший лаборант, 1969—1923 — старший інженер, 1973—1997 старший науковий співробітник кафедри неорганічної хімії Львівського університету.

## Наукові досягнення
До наукових інтересів Преварського Анатолія Петровича відноситься фізико-хімічний аналіз потрійних систем алюмінію та структура інтерметалічних сполук. За своє життя Анатолій Петрович написав близько 35 праць, зокрема, Исследование системы Fe–Cu–Al (Металлы. 1971. № 4); Нова сполука зі структурою типу Ni2Al3 (ВЛУ.Серія хімічна, 1972. Випуск 13; зі співавтором); Исследование химических свойств тернарных соединений системы рений–медь–алюминий (ВЛУ. Серия химическая, 1979. Выпуск 21; с соавтором).

## Вибрані публікації
- «New Compounds With the Th sub 2 Zn sub 17-Type Structure in REM--Al--Cu Systems» — with co-authors.
- «Phase Equilibria and Crystal Structures of Compounds in the W--Cu--Al System» — with co-authors.
- «Investigation of Fe-Cu-Al alloys» — with co-authors.
- «Investigation of Re--Cu--Al System» — with co-authors.
- «New Compounds With the Th sub 2 Zn sub 17-Type Structure in the Systems Rare Earth Metal--Al--Cu» — with co-authors.
- «X-Ray Structural Investigation of the System Gd--Cu--Al» — with co-authors.